# Protea comptonii
Protea comptonii är en tvåhjärtbladig växtart som beskrevs av John Stanley Beard. Protea comptonii ingår i släktet Protea och familjen Proteaceae. Inga underarter finns listade i Catalogue of Life.